# Arawe jezici
Arawe jezici, jezici šire skupine Arawe-Pasismanua koji čini dio jugozapadnih novobritanskih jezika, austronezijska porodica. Sastoji se od tri uže podskupine: a. istočni arawe (4); b. zapadni arawe (4); i c. jezika mangseng [mbh]. 
Svi se govore na području Papue Nove Gvineje.

## Vanjske poveznice
- Ethnologue (14th)
- Ethnologue (15th)